# Tonouchizaur
Tonouchizaur (Tonouchisaurus mongoliensis) – dinozaur z grupy teropodów (Theropoda).
Żył w okresie wczesnej kredy na terenach centralnej Azji. Długość ciała ok. 1 m. Jego szczątki znaleziono w Mongolii.
Opisany na podstawie kości kończyny tylnej. Prawdopodobnie należał do nadrodziny tyranozauroidów, lub był jej prekursorem. Przypuszcza się, że mógł być przodkiem tyranozaura i tarbozaura.